# La Vista
La Vista és una població dels Estats Units a l'estat de Nebraska. Segons el cens del 2000 tenia 11.699 habitants.

## Demografia
Segons el cens del 2000, La Vista tenia 11.699 habitants, 4.404 habitatges, i 3.131 famílies. La densitat de població era de 1.590,5 habitants per km².
Dels 4.404 habitatges en un 40% hi vivien nens de menys de 18 anys, en un 52,5% hi vivien parelles casades, en un 14,9% dones solteres, i en un 28,9% no eren unitats familiars. En el 21,4% dels habitatges hi vivien persones soles el 3,3% de les quals corresponia a persones de 65 anys o més que vivien soles. El nombre mitjà de persones vivint en cada habitatge era de 2,66 i el nombre mitjà de persones que vivien en cada família era de 3,13.
Per edats la població es repartia de la següent manera: un 29,8% tenia menys de 18 anys, un 10,4% entre 18 i 24, un 36,4% entre 25 i 44, un 18,9% de 45 a 60 i un 4,5% 65 anys o més.
L'edat mediana era de 30 anys. Per cada 100 dones de 18 o més anys hi havia 89,6 homes.
La renda mediana per habitatge era de 47.280 $ i la renda mediana per família de 52.819 $. Els homes tenien una renda mediana de 34.732 $ mentre que les dones 25.076 $. La renda per capita de la població era de 19.612 $. Aproximadament el 4,4% de les famílies i el 5,7% de la població estaven per davall del llindar de pobresa.

## Poblacions més properes
El següent diagrama mostra les poblacions més properes.